# Črenšovci
 Črenšovci  (Hongrois : Cserfõld) est une commune située dans la région du Prekmurje au nord-est de la Slovénie. 

## Géographie
La commune est située au nord-est de la Slovénie non loin des frontières avec la Croatie et la Hongrie.

## Démographie
Entre 1999 et 2008, la population de la commune est restée relativement stable avec une population d'environ 4 000 habitants,.
Évolution démographique
| 1999  | 2000  | 2001  | 2002  | 2003  | 2004  | 2005  | 2006  | 2007  |
| ----- | ----- | ----- | ----- | ----- | ----- | ----- | ----- | ----- |
| 4 428 | 4 397 | 4 397 | 4 379 | 4 396 | 4 383 | 4 364 | 4 365 | 4 350 |
| 2008  | 2009  | 2010  | 2011  | 2012  | 2013  | 2014  | 2015  | 2016  |
| 4 310 | 4 190 | 4 163 | 4 137 | 4 144 | 4 052 | 4 021 | 4 016 | 4 002 |
| 2017  | 2018  | 2019  | 2020  | 2021  |       |       |       |       |
| 3 951 | 3 926 | 3 949 | 3 968 | 3 972 |       |       |       |       |

## Personnalités
Dans la région vivent le prêtre et écrivain Jakab Szabár ainsi que le politicien Vilmos Tkálecz qui représente les Slovènes de langue hongroise.